# Набэсима, Наоцугу
Наоцугу Набэсима (яп. 鍋島 直紹 Набэсима Наоцугу, 19 мая 1912 — 16 ноября 1981) — японский государственный деятель, губернатор префектуры Сага (1951—1959), член Палаты советников Японии (1959—1981).

## Биография
Родился в городе Касима как старший сын Наотады Набэсимы и Масако Набэсимы, дочери Мотоисы Мори. В 1936 году окончил сельскохозяйственный факультет Императорского университета Кюсю и поступил на службу инженером в Министерство сельского хозяйства. В 1944 году Наоцугу уволился из министерства. Также со смерти своего отца в 1939 году по 1947 год носил титул виконта (сисяку).
Набэсима был членом правления Комитета по образованию префектуры Сага, председателем Ассоциации лесных кооперативов префектуры Сага и президентом Ассоциации сельскохозяйственных кооперативов Касимы, а в 1951 году Наоцугу был избран губернатором префектуры Сага. Однако после вступления в должность, в дополнение к экономическому спаду из-за Корейской войны, наводнение на севере Кюсю 1953 года привело финансы префектуры в состояние банкротства. В 1956 году Наоцугу создал организацию финансового восстановления, которая вызвала конфликт с профсоюзом учителей префектуры Сага, начавшийся из-за сокращения преподавательского состава на основе плана финансового оздоровления. Это происшествие стало впоследствии основой для сюжета романа Тацудзо Исикавы «Человеческая стена» и фильма с одноимённым названием за авторством Сацуо Ямамото.
В 1959 году Набэсима баллотировался на выборах в Палату советников от ЛДПЯ и избирался вплоть до 1981 года. После службы в качестве заместителя министра финансов, в 1967 году Наоцугу вошёл в кабинет в качестве генерального директора Агентства по науке и технологиям в правительстве Эйсаку Сато.
16 ноября 1981 года Наоцугу Набэсима умер в больнице Токийского женского медицинского университета в районе Синдзюку в Токио от ишемического инсульта в возрасте 69 лет.
Наоцугу также был известен своими работами по истории японского фарфора, в том числе фарфора из префектуры Сага — Арита.

## Семья
Наоцугу Набэсима был женат на Норико, дочери Сатакэ, Ёсихару. Их дети:
- Наотацу Набэсима (1937—1990), старший сын
  - Акисигэ Набэсима (род. 1964), спортивный диктор
- Хироко Набэсима, жена Усио Фукуды
- Кадзусигэ Набэсима, второй сын